# Mario Soto (Fußballspieler, 1933)
Mario José Soto Soto (* 16. Juli 1933; † 28. September 1998) war ein chilenischer Fußballspieler. Der Angreifer absolvierte zehn Länderspiele für Chile, in denen er zwei Tore erzielte.

## Karriere

### Verein
Über die Vereinskarriere von Mario Soto ist nur bekannt, dass er bei CD Universidad Católica spielte und dies mindestens in der Zeit von 1957 bis 1962. In der Saison 1961 holte Soto mit den Cruzados den Meistertitel.
Juan Rojas spielte in den Jugendmannschaften von Deportivo Colombia, Audax Italiano und CD Magallanes. Bei Magallanes schaffte er den Sprung zu den Profis, kam allerdings noch nicht zum Einsatz. Erst nach seiner Leihe zu Deportivo Fanaloza aus Penco, wo er beim regionalen Turnier Torneo Regional Penquista Torschützenkönig wurde, debütierte er in der Primera División. 1958 wechselte Rojas zu Deportes La Serena und spielte dort fünf Jahre. Zum Abschluss seiner Karriere war er noch bei CD O’Higgins und beim kolumbianischen Verein Deportivo Cali aktiv.

### Nationalmannschaft
Mario Soto debütierte in der Nationalmannschaft unter Fernando Riera Campeonato Sudamericano 1959 bei der 1:6-Niederlage gegen Gastgeber Argentinien. Bei der Südamerikameisterschaft absolvierte er alle sechs Turnierspiele und wurde mit La Roja Fünfter der sieben Mannschaften. Beim 5:2-Erfolg über Bolivien gelangen Soto die Treffer zum zwischenzeitlichen 3:1 und 4:1. Nach dem Turnier in Argentinien spielte er noch in der Copa O’Higgins 1959 und zwei Freundschaftsspiele. Das letzte Spiel im Nationaltrikot war die 1:2-Niederlage gegen Deutschland. Insgesamt absolvierte Soto zehn Länderspiele, in denen er zwei Tore erzielte.

## Erfolge
Universidad Católica
- Chilenischer Meister: 1961